# Oćestovo
Oćestovo falu Horvátországban Šibenik-Knin megyében. Közigazgatásilag Kninhez tartozik.

## Fekvése
Knintől légvonalban 6, közúton 10 km-re északnyugatra, Dalmácia északi-középső részén, Bukovica területén, a Krka jobb partja és az 1-es számú, Zágráb–Split főút közelében fekszik.

## Története
A szerbek betelepülése a 16. század elején kezdődött. Knin környékén már 1511-ben nagy számú szerb lakosság érkezett, majd főként Bosznia és Hercegovina területéről 1523 és 1527 között Dalmácia területére is sok szerb települt. A következő századokban a környező falvak lakossága már mind pravoszláv többségű volt. A településnek 1857-ben 626, 1910-ben 762 lakosa volt. Az első világháború után előbb a Szerb-Horvát-Szlovén Királyság, majd Jugoszlávia része lett. 1991-ben csaknem teljes lakossága szerb nemzetiségű volt. Lakói még ez évben csatlakoztak a Krajinai Szerb Köztársasághoz. A horvát hadsereg 1995 augusztusában a Vihar hadművelet során foglalta vissza a települést. Szerb lakói elmenekültek. A településnek 2011-ben 144 lakosa volt.

## Lakosság
| Lakosság változása | Lakosság változása | Lakosság változása | Lakosság változása | Lakosság változása | Lakosság változása | Lakosság változása | Lakosság változása | Lakosság változása | Lakosság változása | Lakosság változása | Lakosság változása | Lakosság változása | Lakosság változása | Lakosság változása | Lakosság változása |
| ------------------ | ------------------ | ------------------ | ------------------ | ------------------ | ------------------ | ------------------ | ------------------ | ------------------ | ------------------ | ------------------ | ------------------ | ------------------ | ------------------ | ------------------ | ------------------ |
| 1857               | 1869               | 1880               | 1890               | 1900               | 1910               | 1921               | 1931               | 1948               | 1953               | 1961               | 1971               | 1981               | 1991               | 2001               | 2011               |
| 626                | 686                | 633                | 723                | 731                | 762                | 731                | 727                | 680                | 672                | 654                | 558                | 455                | 351                | 160                | 144                |

## Nevezetességei
A Szent Nedelja monostor építése 1928-ban kezdődött. A dalmáciai pravoszláv hívek és különösen az oćestovóiak már régóta szerettek volna egy templomot építeni a nagy dalmáciai püspök Stefan Knežević szülőhelyén. A templomot Szent Nedelja tiszteletére szentelték, aki különösen nagy tiszteletnek örvendett a dalmáciai hívek körében. A templom 1960-ig a pađenei parókiához tartozott, 1960-tól önálló parókiája van. A dalmáciai pravoszláv hívek Szent Péter napja utáni első vasárnap évente összegyűlnek a templomnál a dalmáciai pravoszláv püspökség fogadalmi ünnepére, Szent Nedelja vértanú ünnepére. A templom különös jelentőségére tekintettel a dalmáciai pravoszláv püspök 2005-ben az épületegyüttest női monostorrá nyilvánította.

## Híres emberek
Itt született 1806. június 15-én Stefan Knežević dalmáciai szerb pravoszláv püspök.